# Peter Crüger
Peter Crüger, auch: Peter Krüger, Piotr Krüger (* 20. Oktober 1580 in Königsberg; † 6. Juni 1639 in Danzig) war ein deutscher Philologe, Astronom und Mathematiker.

## Leben

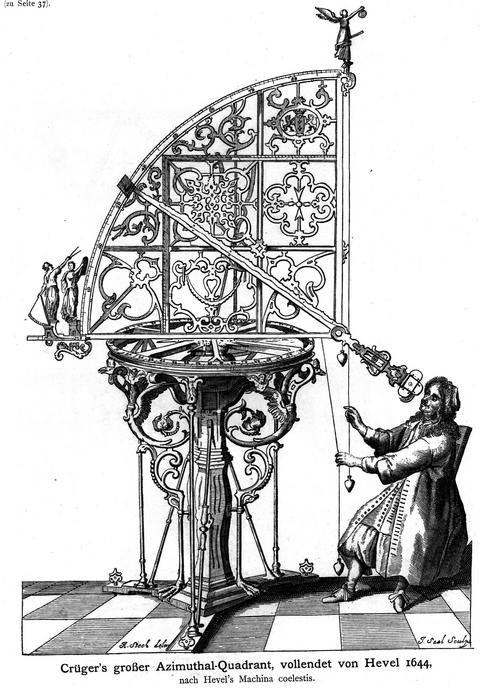
Crügers Azimuthal-Quadrant, ausgeführt von Johannes Hevelius

Crüger wurde als Sohn des Königsberger Diakons Wilhelm Krüger († 1583) und dessen Frau Dorothea (geb. Werner; † 1586), die Tochter des Bürgermeisters Dringfort/Preußen Ambrosius Werner geboren. Nach dem frühen Tod der Eltern kam er zu seinem Großvater, welcher ihm den ersten Schulbesuch ermöglichte. 1591 setzte er seine Ausbildung an der Schule in Königsberg fort und wurde dort im Folgejahr Sängerknabe. 1597 wurde er Student an der Universität Königsberg, wo er bereits am 21. Oktober 1591 deponiert wurde. 1603 zog er mit zwei Adligen an das Gymnasium in Danzig.
Im Wintersemester 1605 immatrikulierte er sich an der Universität Leipzig, am 15. September 1606 an der Universität Wittenberg und erwarb sich dort am 23. Oktober 1606 den akademischen Grad eines Magisters der Philosophie. Obwohl er im Folgejahr eine Bildungsreise nach Frankreich absolvieren wollte, nahm er im selben Jahr die Berufung als Gymnasialprofessor der Mathematik und Poesie in Danzig an. Crüger stand unter anderem mit Tycho Brahe und Johannes Kepler in Kontakt, mit welchen er Forschungsergebnisse beriet. Unter seinen Schülern befanden sich unter anderem Johannes Hevelius und Andreas Gryphius aus, die er nachträglich stark beeinflusst hat. In Danzig gehörte er zum Dichterkreis des Martin Opitz. Crüger entwarf auch verschiedene astronomische Messinstrumente.
Er verfasste zahlreiche Schriften, so die Trigonometrie betreffend, erschienen 1612 seine Trigonometria und 1634 seine Praxis trigonometriae logarithmicae. Zu seinen Arbeiten im Bereich der Astronomie zählen die 1615 erschienene De hypothetico systemate coeli, die 1619 herausgebrachte Uranodromus cometicus und die 1630 in den Druck gelangte Cupediae astrosophiae.
Von ihm ist auch die chronologische Arbeit eines Kalenders für das Jahr 1698 bekannt, welches unter dem Titel Diatribe paschalis, von der rechten Feyerzeit des jüdischen und christlichen Osterfestes erschienen ist. Der Mondkrater Crüger ist nach ihm benannt.

## Familie
Crüger war zwei Mal verheiratet. Seine erste Ehe schloss er 1608 mit Elisabeth Reutorff († 7. August 1625 in Danzig), die Tochter des † Hans Reutorff. Aus der Ehe gingen drei Söhne und zwei Töchter hervor. Die Söhne starben alle jung. Eine Tochter, welche verheiratet war, starb 1636. Die andere Tochter wurde mit ihm begraben. Nach dem Tod seiner ersten Frau, ging er eine zweite Ehe mit Ursula Remi, die Tochter des Diakons in Danzig Martin Remi ein. Aus der Ehe gingen vier Söhne und zwei Töchter hervor. Ein Sohn und eine Tochter überlebten den Vater.